# Американская библиотека филателистических исследований
Америка́нская библиоте́ка филателисти́ческих иссле́дований (англ. American Philatelic Research Library; сокращённо APRL) — крупнейшая публичная филателистическая библиотека в США, которая расположена в Беллефонт (Пенсильвания) (штат Пенсильвания), в Американском филателистическом центре — штаб-квартире Американского филателистического общества (АФО).

## Описание
Библиотека обслуживает потребности в филателистической информации членов АФО, с которым она тесно связана и с которым делит помещения. Её фонды также доступны широкой публике и членам самой библиотеки. Фонды библиотеки насчитывают более 21 тысячи названий книг и 5700 журнальных названий.

## Правовой статус
Американская библиотека филателистических исследований является публичной библиотекой по законодательству штата Пенсильвания и зарегистрирована в Налоговом управлении США в качестве некоммерческой корпорации по ст. 501(c)(3). Пожертвования библиотеке считаются подпадающими под благотворительный вычет для целей федерального подоходного налога США.

## Структура управления
Библиотекой руководит совет директоров в составе девяти человек. Срок пребывания в должности каждого члена совета составляет шесть лет. Трёх членов совета выбирают члены АФО, трёх назначает президент АФО и ещё трёх — избирают учредители и спонсоры Американской библиотеки филателистических исследований.

## Печатный орган
Библиотека издаёт ежеквартальный журнал «Philatelic Literature Review» («Обзор филателистической литературы»), где печатаются обзоры книг и другие соответствующие материалы.